# Corcodel mare
Corcodelul mare (Podiceps cristatus) este o pasăre acvatică de mărime medie din ordinul Podicipediformes și cel mai mare reprezentant al acestui ordin în Europa. Se găsește pe toate continentele din emisfera estică, fiind astfel unul dintre cei mai răspândiți cufundari din lume. Preferă zonele cu ape mai adânci, bogate în hrană și stufărișurile pentru adăpost și cuibărit. Se caracterizează printr-un spectacol de curtare elaborat, care implică dansuri și demonstrații sincronizate.

## Taxonomie
Corcodelul mare a fost descris oficial de naturalistul suedez Carl Linnaeus în 1758, în cea de-a zecea ediție a lucrării sale Systema Naturae, sub numele binomial Colymbus cristatus. În prezent, este specia tip a genului Podiceps, care a fost înființat de naturalistul englez John Latham în 1787. Localitatea tip este Suedia Denumirea științifică provine din latină: denumirea genului Podiceps provine de la podicis, „capătul din spate” sau „anus” și pes, "picior", și se referă la plasarea picioarelor unui cufundar spre partea din spate a corpului său; denumirea specifică, cristatus, înseamnă „cu creastă”.
Sunt recunoscute trei subspecii:
- P. c. cristatus (Linnaeus, 1758) – Eurasia
- P. c. infuscatus Salvadori, 1884 – Africa
- P. c. australis Gould, 1844 – Australia, Tasmania, Insula de Sud a Noii Zeelande

## Hrană
Corcodelul mare se hrănește în principal cu pești, dar și cu crustacee mici, insecte, broaște mici și tritoni.

## Relația cu oamenii
Pasărea a câștigat atenția internațională la 5 noiembrie 2023, după ce comediantul John Oliver a evidențiat campania Pasărea Anului din Noua Zeelandă într-un episod din Last Week Tonight și s-a declarat "manager de campanie" pentru pasăre, care este cunoscută în Noua Zeelandă și sub numele său māori pūteketeke Pasărea a fost anunțată drept câștigătoare a concursului cu aliterația "Pūteketeke pandemonium prevails".

## Galerie

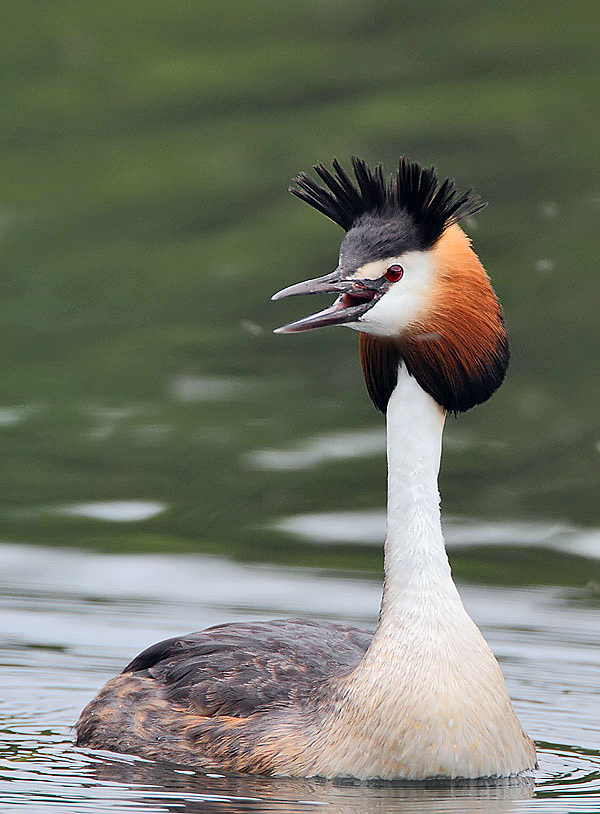
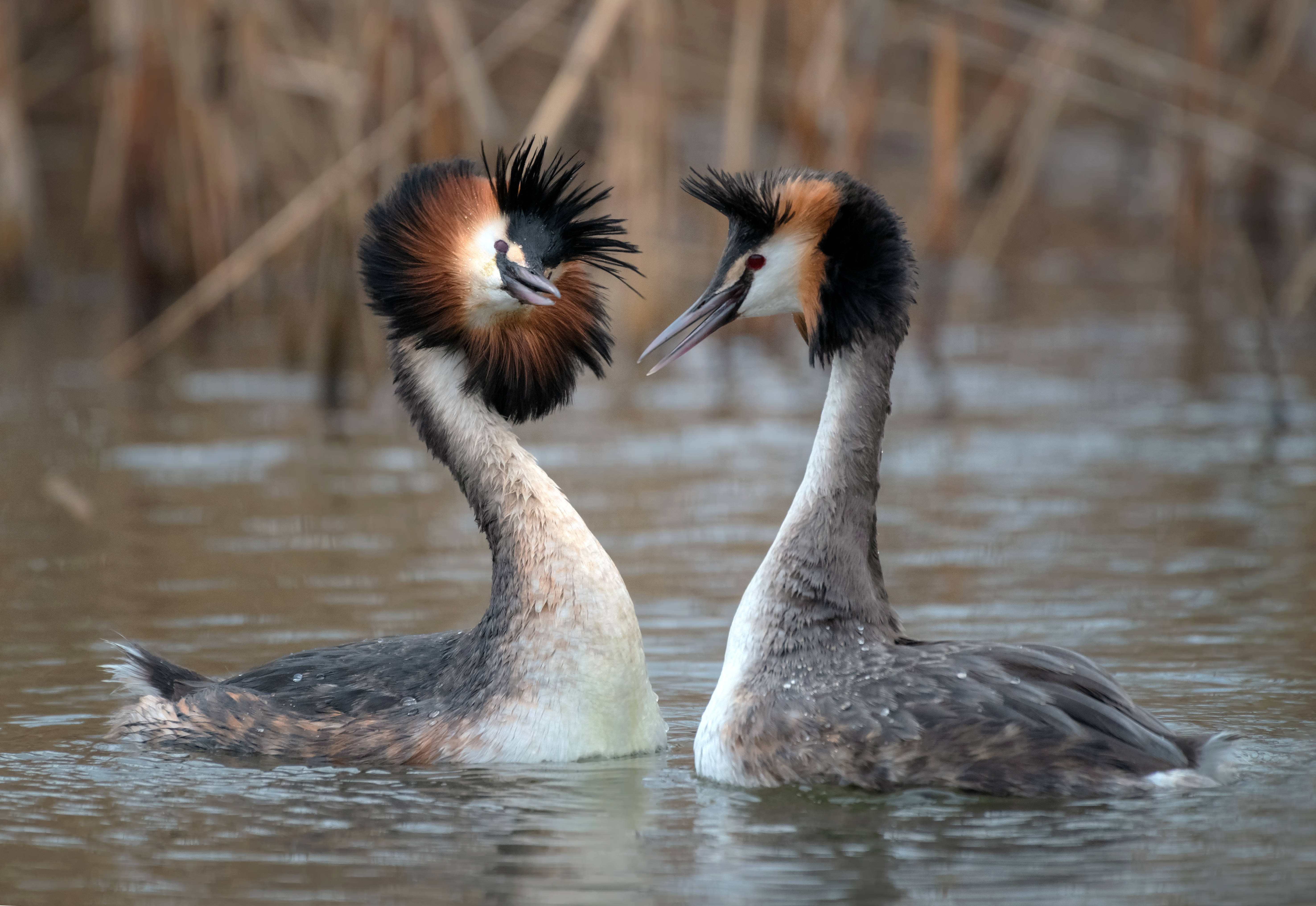
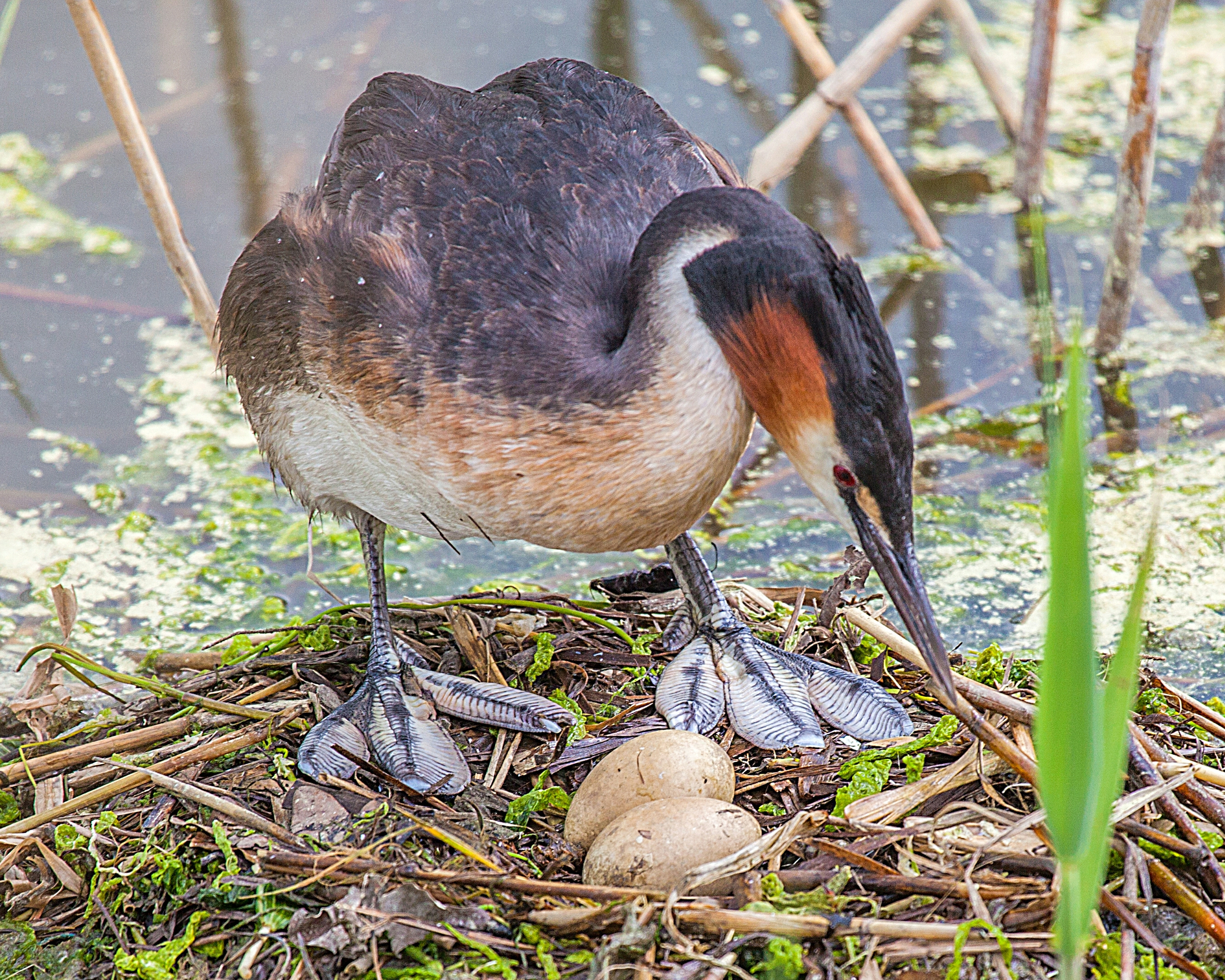
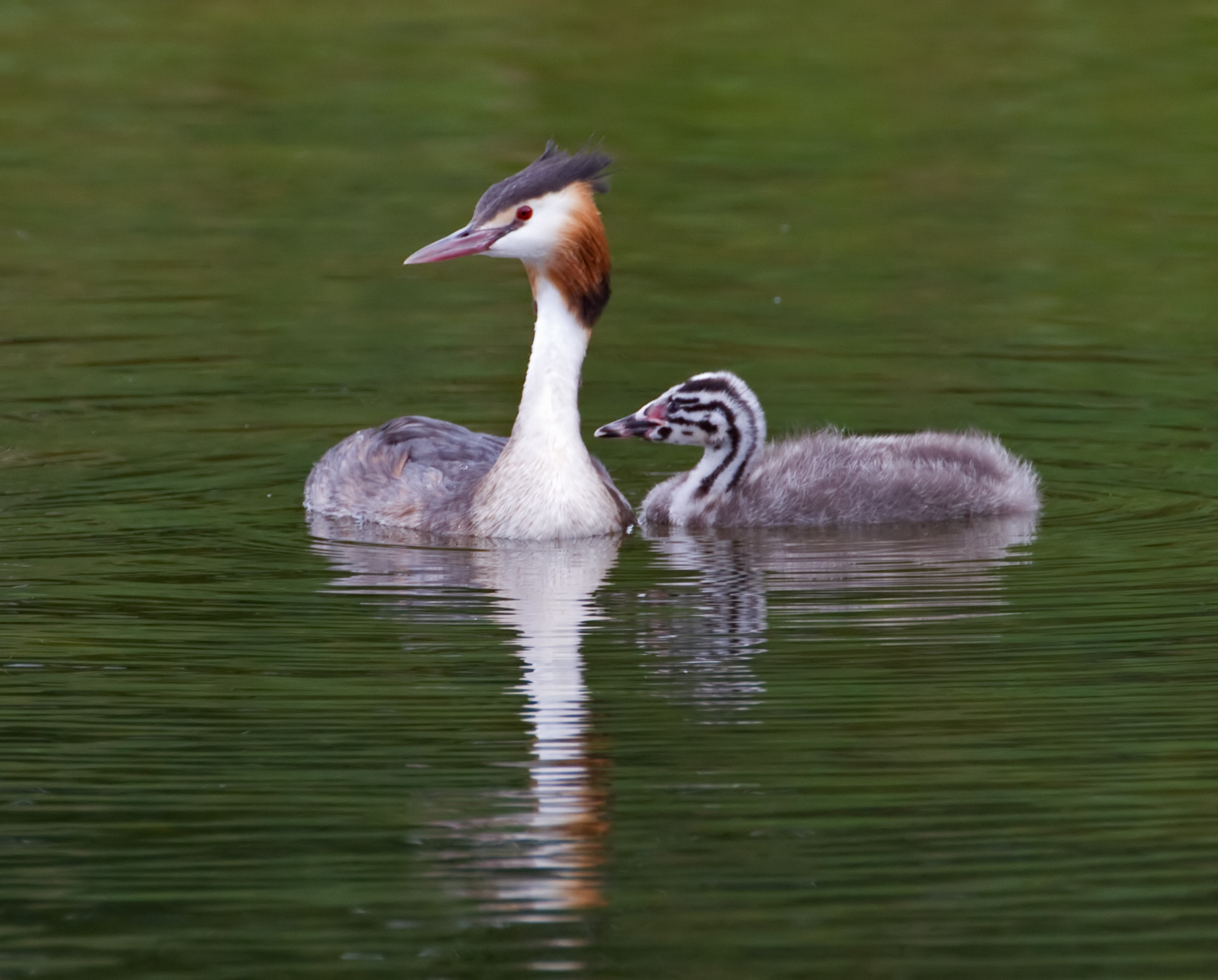